# Albin Chalandon
Pour les articles homonymes, voir Chalandon.
Albin Chalandon est un haut fonctionnaire, homme d’affaires et homme politique français né le 11 juin 1920 à Reyrieux (Ain) et mort le 29 juillet 2020 aux Mesnuls dans les Yvelines. Il fut député des Hauts-de-Seine puis du Nord, ainsi que ministre du général Charles de Gaulle, de Georges Pompidou et de Jacques Chirac.

## Biographie

### Jeunesse et études
Albin Chalandon est le fils de Pierre Chalandon (1879-1964), industriel, maire de Reyrieux (Ain), et de Claire Cambon (1885-1965). Il est le quatrième et dernier fils de sa famille. Il grandit dans l'Ain et fait ses études en région lyonnaise, au lycée Ampère.
Par son père, il est le petit-fils de l'homme politique Emmanuel Chalandon, maire de Parcieux et conseiller départemental de l'Ain. Par sa mère, il est le petit-fils de l'ingénieur et journaliste Victor Cambon, professeur à l'Ecole des arts et manufactures de Lyon.
Après avoir fréquenté le lycée Michelet à Vanves puis le lycée Condorcet à Paris, où il prépare le concours d'entrée de l'Ecole normale supérieure, il obtient finalement une licence de lettres à la faculté des lettres de Paris et un DES de philosophie en 1942.

### Parcours dans la Résistance
Au printemps 1943, par l'intermédiaire d'une voisine d'immeuble et d'un ami d'études, il est recruté par lieutenant Henri de Montagon dans le réseau de résistance de l'Organisation de résistance de l'Armée (ORA), afin de repérer de jeunes recrues dans les classes préparatoires parisiennes. En juin 1944, à 24 ans, à la suite d'un coup de filet de l'Abwehr, il se retrouve à la tête de l'ensemble du réseau parisien.
Réfugié en forêt d'Orléans grâce à un ami de la famille, il y fonde le maquis de Lorris, où s'agrègent bientôt jusqu'à 500 hommes. Sous les ordres du lieutenant-colonel Marc O'Neill et du capitaine Benjamin Passet, il s'y fait remarquer par son courage, se distinguant tout particulièrement lors des combats du Pont des Bordes (22 juillet 1944) et de Chicamour (12 août 1944).
Après la libération d'Orléans, début août, il reçoit l'ordre d'exécuter un agriculteur et son fils après que ceux-ci, protestant de devoir ravitailler le maquis contre des bons de nourriture, les eurent dénoncés aux Allemands. Albin Chalandon prend alors la décision de les exécuter lui-même avec son second, car le peloton d'exécution désigné est ivre de bières récupérées dans un camion allemand attaqué un peu plus tôt.
Le 23 août, sur ordre de ses supérieurs, il prend la route de la capitale et rejoint la 2ème division blindée du général Leclerc, ce qui le conduit à participer à la libération de Paris, et plus particulièrement à celle du palais Bourbon et des bâtiments du quai d'Orsay, alors tenus par les SS. Lors des combats parisiens, il obtient personnellement la reddition de près de quatre cents Allemands, ce qui lui vaut la Légion d'honneur à titre militaire. Il se bat ensuite dans les maquis de Sologne, en septembre 1944.

### Haut fonctionnaire de la Quatrième République
En avril 1945, Albin Chalandon est reçu au concours de l'Inspection générale des finances. En janvier 1947, Albin Chalandon est recruté comme chargé de mission pour les affaires économiques et financières au sein du cabinet de Léon Blum, président de l'ultime gouvernement provisoire de la République française.
Il poursuit ses missions auprès de Paul Ramadier, premier président du Conseil des ministres de la Quatrième République, de janvier à novembre 1947.
En novembre 1947, il devient conseiller au cabinet de René Mayer, ministre des Finances et des Affaires économiques. Il est chargé d'un rapport sur la réforme de l'industrie aéronautique. Il suit son ministre dans ses nouvelles fonctions de ministre de la Défense nationale de juillet à septembre 1948.
Il quitte finalement les cabinets ministériels en 1950.

### Banquier
Albin Chalandon est recruté par la Banque nationale pour le commerce et l'industrie en 1950, grâce à la recommandation de Ludovic Tron, ancien directeur de cabinet d'André Phlip, ministre de l’Économie nationale et des Finances. Il prend alors la direction de la division africaine du groupe, en Algérie et au Maroc.
En mars 1952, sur la recommandation d'Abel-François Chirac (père de Jacques Chirac), il est débauché par les industriels Marcel Dassault et Henri Potez pour créer la Banque commerciale de Paris, dont il fait, en seize ans, la sixième banque française, revendant alors ses parts pour entrer en politique, en 1968. Cette banque est absorbée, en 1972, par la Banque Vernes, qui fait un séjour dans le secteur public entre 1982 et 1987.

### Engagement politique

#### Dirigeant du mouvement gaulliste
Albin Chalandon adhère au Rassemblement du peuple français (RPF) dès 1948 et participe notamment au mouvement de l'Action ouvrière. Il prend cependant ses distances avec l'aventure politique du gaullisme lorsqu'il quitte les cabinets ministériels pour la banque, en 1950.
Lors du retour au pouvoir du général de Gaulle en mai 1958, il est nommé trésorier, d'octobre à décembre 1958, puis secrétaire général, de janvier à novembre 1959, de l'Union pour la nouvelle République (UNR). Il quitte ses fonctions avec fracas, en novembre 1959, à la suite d'une mise en cause et d'une campagne de dénigrement menée par Jacques Soustelle et les partisans de l'Algérie française.
Il prend part par la suite aux directions d'entreprises et il est membre du Conseil économique et social entre 1964 et 1967. Il est élu député de la 2e circonscription des Hauts-de-Seine lors des élections législatives de mars 1967, sous l'étiquette gaulliste de l'Union démocratique pour la Ve République (UD-Ve).
Il est réélu aux législatives de juin 1968 avec la nouvelle appellation Union pour la défense de la République (UDR), transformée en Union des démocrates pour la République en 1971.

#### Ministre de l'Équipement et du Logement (1968-1972)
Brièvement ministre de l'Industrie de mai à juillet 1968 dans le dernier gouvernement de Georges Pompidou, Albin Chalandon participe également au gouvernement de Maurice Couve de Murville (le dernier de la présidence du général de Gaulle), puis à celui de Jacques Chaban-Delmas (le premier de la présidence de Georges Pompidou), en tant que ministre de l'Équipement et du Logement, du 20 juin 1969 au 5 juillet 1972. Il a alors comme directeur de cabinet Georges Pébereau, qui est maintenu à ce poste par plusieurs ministres successifs de l'Équipement.
À son initiative, le gouvernement se lance à grands pas dans la résorption du retard français en matière d'équipements autoroutiers : le pays passe de la construction de 50 km par an à celle de 500 km. La présence d'Albin Chalandon au ministère est marquée par une révision radicale de la politique du logement (Albin Chalandon parle de « libérer l'urbanisme »). Les investisseurs privés sont davantage invités à participer au financement des grandes opérations d'urbanisme (les ZAC se substituant aux ZUP) ou aux grands équipements publics. Le plan épargne logement est dynamisé. Les plans ambitieux de constructions de grands ensembles qui ont marqué les années 1960 ne sont plus d'actualité et on promeut désormais l'habitat individuel : en 1969 est lancé un Concours International de la Maison Individuelle (dit Concours Chalandon) qui conduit à la construction de 70 000 pavillons individuels familièrement désignés par le néologisme péjoratif de « chalandonnette » et souvent de mauvaise qualité,.
Le départ d'Albin Chalandon du ministère de l'Équipement est marqué par l'affaire Aranda, du nom d'un de ses collaborateurs qui transmet à la presse des copies de dizaines de documents (interventions pressantes auprès du ministre) des plus compromettants pour plusieurs personnalités notables des cercles du pouvoir. Après la démission de Jacques Chaban-Delmas du poste de Premier ministre le 5 juillet 1972 et son remplacement par Pierre Messmer, Albin Chalandon n'est pas reconduit dans le gouvernement.
Réélu député de la 2e circonscription des Hauts-de-Seine aux élections législatives de mars 1973, il est parlementaire en mission auprès du ministre des Affaires étrangères Jean Sauvagnargues en 1974. Il est de plus secrétaire général adjoint de l'UDR de 1974 à 1975, secondant à ce poste le nouveau chef de file de la famille gaulliste, Jacques Chirac. Il siège à l'Assemblée nationale jusqu'au 11 août 1976, date de sa cessation de mandat pour occuper une mission temporaire auprès du ministre de l'Industrie et de la Recherche, le Républicain indépendant Michel d'Ornano.

#### Dirigeant d'Elf-Aquitaine (1977-1983)
Il est PDG de l'Entreprise de recherches et d'activités pétrolières (ERAP) entre 1977 et 1983, ainsi que de sa filiale d'exploration et d'extraction pétrolière la société publique  ELF Aquitaine. Pendant son mandat, il est confronté à l'affaire des avions renifleurs et au dilemme de l'achat de la société américaine Kerr Mc. Gee, opération qui sera refusée par le président Giscard d'Estaing.

#### Garde des Sceaux (1986-1988)
Il revient en politique en 1986, dans les rangs du Rassemblement pour la République (RPR) fondé en 1976 par Jacques Chirac sur la base de l'ancienne UDR. Élu député cette fois dans le Nord, à la proportionnelle, lors des élections législatives du 16 mars 1986, Albin Chalandon est de 1986 à 1988 le garde des Sceaux du gouvernement de Jacques Chirac, pendant la première cohabitation. Il avait précédemment refusé le poste de ministre des Affaires étrangères, arguant que c'est une « fonction qui vous oblige à passer votre temps en avion », et redoutant « de devenir le télégraphiste pris dans une bagarre Mitterrand-Chirac ».
Sous sa direction, et conformément au programme du RPR, la politique en matière pénale est réorientée et prend une tonalité sécuritaire. Dès les premières semaines de la législature, quatre projets de lois allant dans cette direction sont élaborés par le ministère de la Justice et celui de l'Intérieur : les contrôles d'identité sont facilités, une loi durcit les dispositions relatives à la période de sûreté et la comparution immédiate, une troisième facilite la répression des faits de terrorisme (notamment en instaurant une Cour d'assises  spéciale composée de magistrats professionnels), une quatrième enfin restreint les possibilités de remise de peine. Validées par le Conseil constitutionnel, les quatre lois seront promulguées dès septembre 1986. Le changement de politique est affiché dès les premières semaines du nouveau gouvernement : le ministre convoque les procureurs généraux pour leur déclarer :« Il faut savoir réprimer et pas seulement prévenir. »
Le 23 septembre 1986, une conférence de presse du ministre relative au traitement judiciaire de la toxicomanie déclenche une polémique. Là encore, il s'agit d'annoncer une volonté de plus de répression. À côté de peines accrues pour les trafiquants, le ministre évoque les consommateurs : pour lui, « l'usager est d'abord un délinquant ». S'il refuse de se soigner, il conviendra donc de l'incarcérer — Albin Chalandon évoque le projet de créer mille six cents places de prison adaptées aux toxicomanes. Ses déclarations provoquent l'indignation de l'opposition de gauche et de médecins ou éducateurs, mais aussi des protestations dans la majorité, notamment de l'ancienne ministre de la Santé Simone Veil. Un mois plus tard, la ministre en exercice, Michèle Barzach, fait elle-même connaître sa désapprobation, obligeant le Premier ministre à trancher ; ce sera en faveur de Mme Barzach.
Le 12 novembre 1986, Albin Chalandon présente au Conseil des ministres un projet de loi « portant réforme du code de la nationalité », qui va dans le sens des revendications formulées par le Front national. Le « droit du sol » qui accorde annuellement la nationalité à 40 000 enfants nés en France de parents étrangers est remis en cause ; désormais l'acquisition de la nationalité par les enfants d'étrangers sera volontaire et devra faire l'objet d'une déclaration — a de plus initialement été envisagée une prestation de serment. François Mitterrand rend public son désaccord, et le projet de loi est finalement enterré. S'entretenant quatre ans après avec des journalistes, Albin Chalandon assure n'avoir défendu que du bout des lèvres des mesures qui étaient voulues par les ultras de la majorité mais semblaient excessives à celle-ci.
Face au problème alors aigu de la surpopulation carcérale, et après avoir essuyé le refus des ministres de l'Économie et du Budget Édouard Balladur et Alain Juppé, de débloquer un budget significatif en vue de construire de nouvelles prisons, Albin Chalandon se tourne vers une solution libérale : la concession au secteur privé. Un projet de loi est présenté le 19 novembre 1986 en Conseil des ministres, qui autorise le financement et la gestion privée d'établissements pénitentiaires. Comme la semaine précédente pour la réforme du droit de la nationalité, le président de la République prend la parole pour désapprouver cette solution. Cela n'empêche pas la procédure parlementaire de se mettre en route, le projet de loi étant tout d'abord examiné au Sénat. Mais, inquiet de la tournure de l'affaire (avis défavorable du Conseil d'État, mobilisation des syndicats de gardiens, réticences au sein même de la majorité), le Premier ministre décide de revoir le plan initial ; le budget nécessaire à la construction de nouvelles prisons publiques est débloqué et la rédaction du projet de loi profondément modifiée au fil de la navette parlementaire. En son état final, les prisons pourront être bâties par des entreprises privées, mais la gestion publique n'est plus remise en cause. La loi no 87-432 du 22 juin 1987 relative au service public pénitentiaire aboutit à la construction de vingt-cinq établissements neufs qui ouvrent entre 1990 et 1992, programme de construction connu sous le nom de programme 13 000 ou programme Chalandon.
Cette période de la vie publique d'Albin Chalandon est enfin marquée par l'« affaire Chaumet ». Alors que la société Chaumet, une très ancienne et fameuse joaillerie installée place Vendôme, a été mise en faillite et ses dirigeants inculpés pour « banqueroute et escroquerie », le quotidien Le Monde du 12 octobre 1987 affirme que le garde des Sceaux dispose d'un compte courant rémunéré dans les écritures de la société Chaumet. Celle-ci fournissait en effet à ses clients fortunés un service bancaire clandestin autant qu'illégal. Si aucun élément ne laisse soupçonner que les sommes déposées par Albin Chalandon sur ce compte aient une provenance douteuse (ce qui a été faussement présenté par Le Monde comme un « compte » — en fait une créance commerciale rémunérée bien légale, et émise contre la vente de bijoux familiaux), cela n'empêche pas l'opposition de gauche – alors embarrassée par l'affaire du Carrefour du développement et l'affaire Luchaire – d'ouvrir un contre-feu et critiquer vertement la situation délicate d'Albin Chalandon, à la fois client d'un montage présenté à tort[réf. nécessaire] comme douteux et chef hiérarchique du parquet. L'intéressé se déclare « de marbre » et souligne qu'il s'agit de ses deniers propres et non de détournements de fonds. Selon Pierre Favier et Michel Martin-Rolland, le garde des Sceaux était alors persuadé que la médiatisation de l'affaire n'était pas fortuite, mais bien orchestrée par l'Élysée en rétorsion au traitement judiciaire de l'affaire des Irlandais de Vincennes. Albin Chalandon n'a jamais été inquiété par la justice.
Après la réélection de François Mitterrand à la présidence de la République contre Jacques Chirac le 8 mai 1988, Albin Chalandon renonce à briguer un nouveau mandat de député dans la nouvelle 6e circonscription du Nord lors des législatives de juin. Il se retire ensuite de la politique active.

### Retraite et mort
Albin Chalandon encourage Rachida Dati tout au long de son ascension professionnelle et politique, l'aidant à obtenir en 1988 un emploi à Elf-Aquitaine,. Il assiste à sa prise de fonctions au ministère de la Justice en 2007.
Les 14 et 15 décembre 2010, il est placé en garde à vue à son domicile. Il est en effet soupçonné d'être intervenu en 2008 auprès de Michèle Alliot-Marie, alors ministre de l'Intérieur, pour obtenir l'autorisation des bornes internet de la société Visionex, lesquelles auraient permis l'exploitation de jeux illicites. Son fils aîné Fabien, conseil de cette société, a lui-même été mis en examen, puis placé en détention provisoire dix jours, libéré au premier appel par la cour d'appel.
Selon l'article du Canard enchaîné du 13 octobre 2010, Rachida Dati serait intervenue en 2008 comme garde des Sceaux pour demander la clôture des investigations judiciaires dans cette affaire. L'existence d'une telle intervention a été démentie par Fabien Chalandon, dans un droit de réponse exercé à l'encontre de la revue Politis et publié par cette dernière le 9 avril 2015, à la suite d'un article du 3 mars 2015 reprenant cette thèse.
En septembre 2019, la disparition de Jacques Chirac fait de lui l'un des trois anciens membres du gouvernement français sous la présidence de Charles de Gaulle encore en vie, avec Valéry Giscard d'Estaing (1926-2020) et Jacques Trorial (né en 1932).

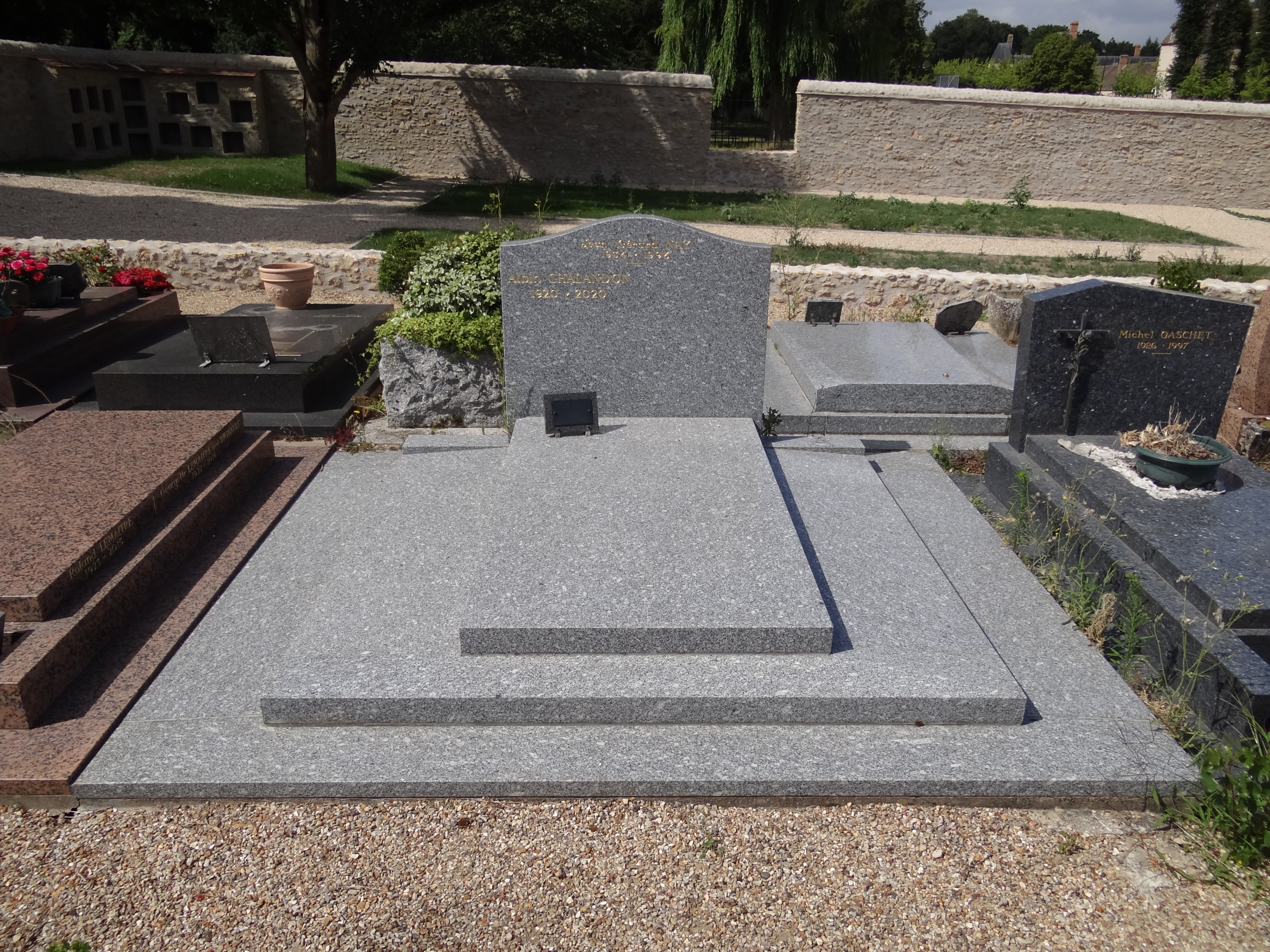
La tombe d'Albin Chalandon au cimetière des Mesnuls (Yvelines).

Albin Chalandon meurt centenaire le 29 juillet 2020 dans sa maison de campagne des Mesnuls (Yvelines). Il est inhumé le 5 août suivant dans le cimetière de cette commune. Éric Dupond-Moretti, son lointain successeur au ministère de la Justice, assiste à ses obsèques.

### Vie privée

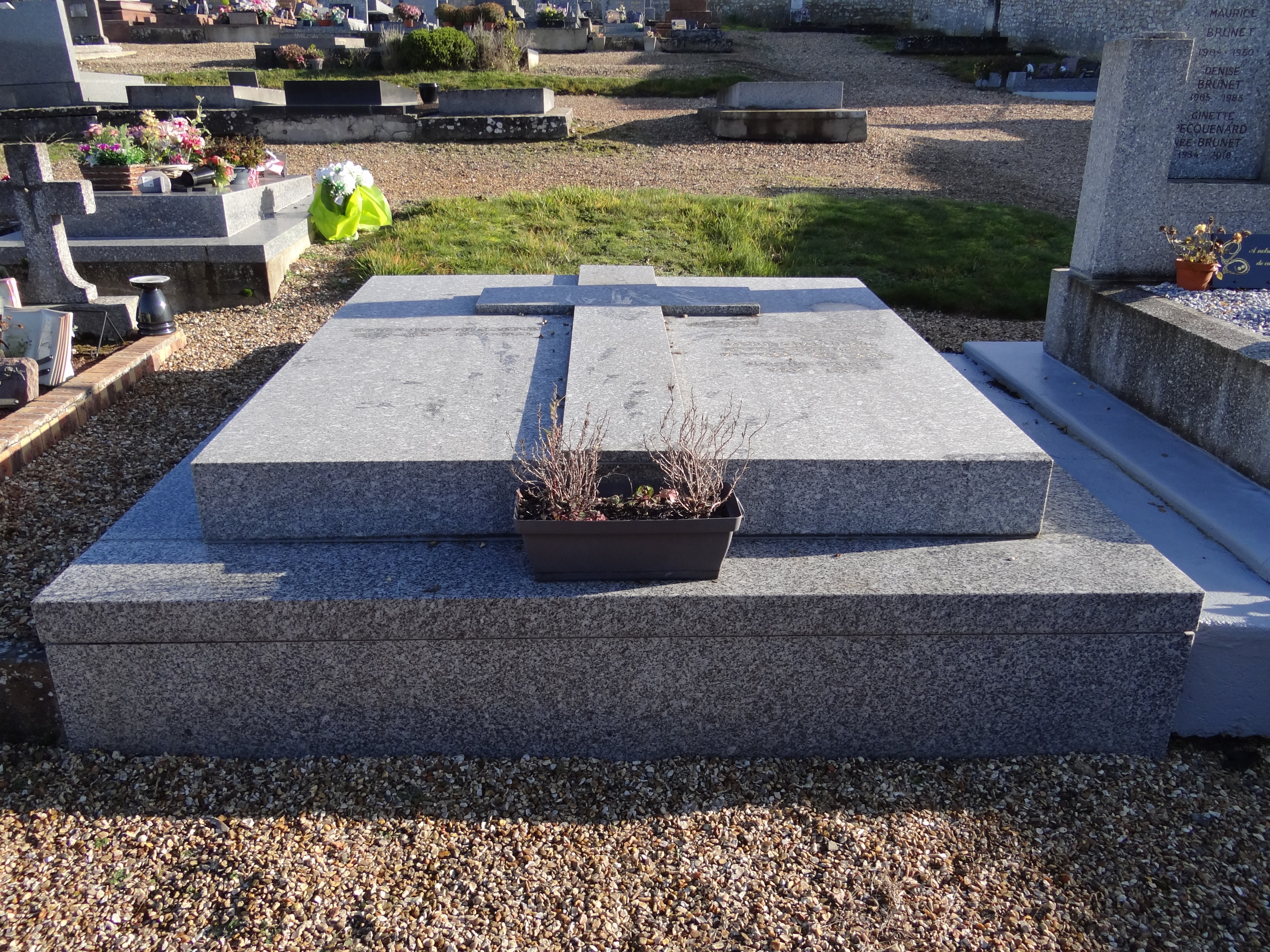
Le caveau de la famille Chalandon où est inhumée la princesse Salomé Murat au cimetière de La Chaussée-d'Ivry (Eure-et-Loir).

Le 10 juillet 1951, Albin Chalandon épouse la princesse Salomé Murat (1926-2016), descendante du maréchal Murat, roi de Naples, et de Caroline Bonaparte. Petite-fille de l'écrivaine Marie de Rohan-Chabot, épouse de Lucien Murat puis de Charles de Chambrun, Salomé Murat-Chalandon a consacré deux ouvrages à cette aïeule.
De leur mariage naissent trois fils, prénommés Fabien (1953), Aurèle (1955) et Emmanuel (1959).
À partir de 1968, il entretient une relation avec la journaliste Catherine Nay (1943), avec laquelle il vit, à partir de 1970, sans jamais divorcer de son épouse. En 2016, peu après la mort de sa femme, Albin Chalandon épouse sa compagne de longue date,,.
Bon skieur, il remporte à plusieurs reprises le championnat d’Europe de ski des parlementaires et ministres à la fin des années 1960 et au début des années 1970.

## Publications
- Le Système monétaire international, Paris, CES, 1966, 52 p.
- Avec Émile Roche, Jacques Rueff et Jean de Largentaye, La Réforme du système monétaire international : un débat, Paris, France-Empire, 1967, 191 p. (OCLC 504737740)
- Les Joueurs de flûte : le rêve économique de la gauche, Paris, Plon, 1977, 252 p. (ISBN 2-259-00301-X, OCLC 3884292, BNF 34589731)
- Quitte ou double, Paris, Grasset, 1986, 317 p. (ISBN 2-246-37401-4, OCLC 14200517, BNF 34843156)

## Synthèse des fonctions gouvernementales
- Ministre de l'Industrie du gouvernement Georges Pompidou (4) (du 31 mai au 10 juillet 1968)
- Ministre de l'Équipement et du Logement du gouvernement Maurice Couve de Murville (du 12 juillet 1968 au 20 juin 1969)
- Ministre de l'Équipement et du Logement du gouvernement Jacques Chaban-Delmas (du 22 juin 1969 au 6 juillet 1972)
- Garde des Sceaux, ministre de la Justice du gouvernement Jacques Chirac (2) (du 20 mars 1986 au 11 mai 1988)

## Décorations
- Grand-croix de la Légion d'honneur[41].
- Croix de guerre 1939-1945